# Jalingo
Jalingo – miasto w Nigerii, stolica stanu Taraba. Według danych szacunkowych na rok 2012 liczy 498 575 mieszkańców..